# Beurey
Beurey település Franciaországban, Aube megyében. Lakosainak száma 178 fő (2022. január 1.). Beurey Bertignolles, Buxières-sur-Arce, Chervey, Longpré-le-Sec, Magnant, Puits-et-Nuisement, Thieffrain és Vendeuvre-sur-Barse községekkel határos.

## Népesség
A település népességének változása:
| Lakosok száma | 229  | 178  | 171  | 183  | 186  | 199  | 195  | 188  | 180  | 178  |
|               | 1968 | 1982 | 1999 | 2006 | 2011 | 2015 | 2017 | 2018 | 2020 | 2022 |